# 壮東駅
壮東駅（チャンドンえき）は、かつて大韓民国全羅南道和順郡にあった大韓民国鉄道庁和順線の駅である。

## 歴史
- 1942年10月1日：開業[1]。
- 1986年1月1日：廃止[2]。